# Pterorthochaetes haroldi
Pterorthochaetes haroldi är en skalbaggsart som beskrevs av Sharp 1875. Pterorthochaetes haroldi ingår i släktet Pterorthochaetes och familjen Hybosoridae. Inga underarter finns listade i Catalogue of Life.